# Carlos Buttice
Carlos Adolfo Buttice (Monte Grande; 17 de diciembre de 1942-3 de agosto de 2018) fue un futbolista  argentino que se desempeñaba como arquero, teniendo sus actuaciones más recordadas en San Lorenzo de Almagro, donde se consagró campeón invicto del torneo Metropolitano 1968.

## Trayectoria
Buttice jugó durante casi toda su carrera en clubes de Argentina, Brasil y Chile. Disputó un total de 374 partidos oficiales.

### Argentina
Su primer equipo fue el Club Atlético Los Andes, en donde debutó en 1964, luego se fue al Club Atlético Huracán.
Su debut en la primera división del fútbol argentino se produjo en 1965, en el Club Atlético Huracán, donde un año más tarde debido a muy buenas actuaciones pasó al Club Atlético San Lorenzo de Almagro. 

#### San Lorenzo de Almagro

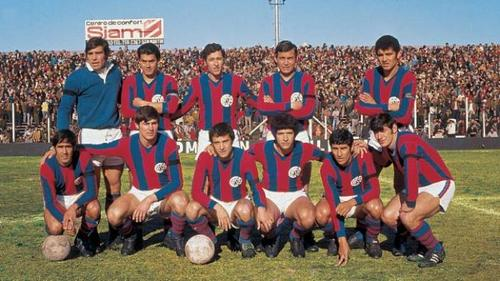
Formación de Los Matadores.

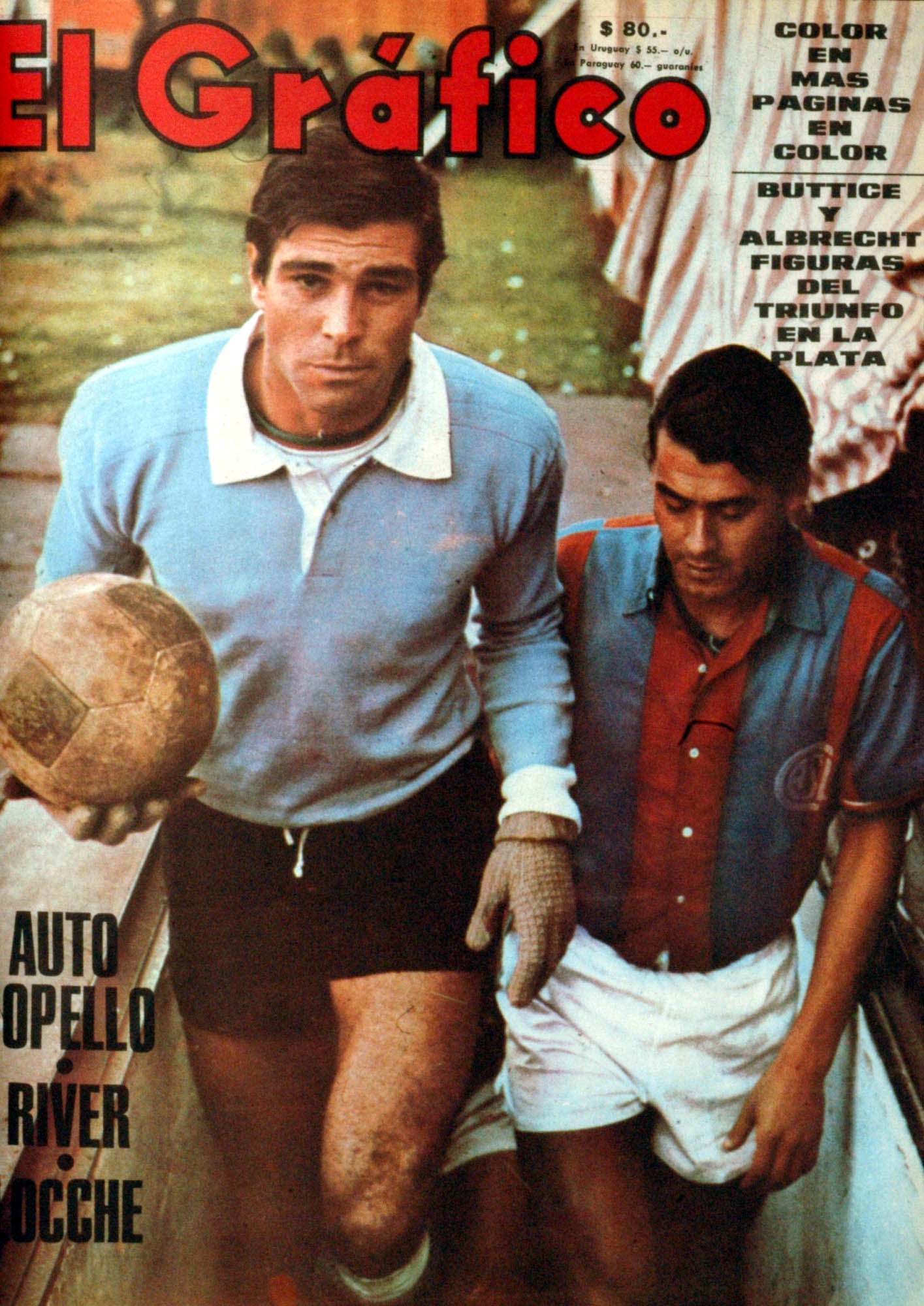
Buttice y Albrecht en San Lorenzo en 1968.

En San Lorenzo debutó el 6 de marzo de 1966 frente a Independiente en una derrota 0-1.
Jugó desde 1966 hasta 1970, consiguiendo un título, el del Metropolitano 1968: en este campeonato fue uno de los pilares del equipo por sus grandes actuaciones y al evitar alguna derrota. Fue en ese mítico equipo del 68 en el que lo apodaron Batman, además tuvo su pico de rendimiento en donde solo recibió 10 goles en 22 partidos.
En ese tiempo jugó en la selección de Argentina, participando de un cotejo como suplente en 1967 y en tres como titular, en 1968. Dejó San Lorenzo en 1971, cuando se le otorgó la libertad de acción, y desembarcó en Brasil.

### Brasil
En Brasil jugó entre 1971 y 1975 en America, Bahia y Corinthians. En sus cuatro años en este último disputó 192 partidos y le convirtieron 200 goles.

### Vuelta a la Argentina
En 1975, tuvo un breve paso por el Atlanta.
En 1976 pasó a Gimnasia y Esgrima La Plata para disputar el torneo de ese año. Su debut se produjo el 15 de febrero, frente a Temperley. En ese torneo estuvo en 29 partidos.

### Chile
En Chile, Buttice, jugó para Unión Española. Formó parte del equipo que en  1977 ganó la Primera División de Chile.
En noviembre de ese mismo año regresa a la Argentina debido al fallecimiento de su padre y decide poner fin a su carrera.

### El regreso
En 1981 regresó del retiro y volvió a atajar en Banfield, por expreso pedido de su excompañero en San Lorenzo de Almagro, el Bambino Veira, que daba sus primeros pasos como DT. En Banfield jugó en las temporadas 1981 y 1982.
En 1983, pasó a Colón, club en donde puso punto final a su carrera en Primera División. Se retiró definitivamente en 1985, en Peñarol de Mar del Plata, donde había llegado un año antes, ya siendo relevo del arquero titular.

## Clubes
| Club                           | País      | Año       |
| ------------------------------ | --------- | --------- |
| Los Andes                      | Argentina | 1964      |
| Huracán                        | Argentina | 1965      |
| San Lorenzo                    | Argentina | 1966-1970 |
| America                        | Brasil    | 1971      |
| Bahia                          | Brasil    | 1971-1974 |
| Corinthians                    | Brasil    | 1974      |
| Atlanta                        | Argentina | 1975      |
| Gimnasia y Esgrima de La Plata | Argentina | 1976      |
| Unión Española                 | Chile     | 1977      |
| Banfield                       | Argentina | 1981-1982 |
| Colón                          | Argentina | 1983      |
| Peñarol (MdP)                  | Argentina | 1985      |

## Palmarés

### Campeonatos regionales
| Título            | Club  | País   | Año  |
| ----------------- | ----- | ------ | ---- |
| Campeonato Baiano | Bahia | Brasil | 1971 |
| Campeonato Baiano | Bahia | Brasil | 1973 |

### Campeonatos nacionales
| Título           | Club                   | País      | Año    |
| ---------------- | ---------------------- | --------- | ------ |
| Primera División | San Lorenzo de Almagro | Argentina | M-1968 |
| Primera División | Unión Española         | Chile     | 1977   |